# Artfacts.net
ArtFacts.Net — база данных о сфере искусства, основанная в 2001 году Стиной Альбертсон и Мареком Классеном и зарегистрированная как ограниченная компания (Ltd.) в Великобритании. Artfaсts работает по принципу исследования и архивирования, анализа и публикации данных о международном арт-рынке, например, в виде так называемого «Рейтинга Художника».

## История

### Основатели
До того как в середине 90-х годов Марек Клаассен (Marek Claaßen, 1964, Бремерхавен) обнаружил, что интернет — это необъятная площадка для воплощения бизнес идей, он изучал экономику и получил диплом в берлинской галерее Брусберг. При содружестве с Союзом немецких галерей и арт дилеров (BVDG) и выставкой Арт Кологне (Art Cologne) он уже тогда разработал веб-сайт, базирующийся на базе данных и системе, предназначенной для быстрого производства каталогов для выставок, виртуального архивирования данных и виртуальных выставок, что и стало прототипом для сегодняшней платформы о рынке искусства Artfacts.

### Развитие 2001—2008
С момента своего создания в 2001 году, фирма начала систематический сбор данных о рынке искусств. Главный фокус лежит на выставочной деятельности художников: галереи, союзы и музеи направляют в Артфэктс запрос о своих выставках и фирма обрабатывает и систематизирует полученные данные не только о самих институциях, но и о проводимых ими выставках в единую историю. В 2004 году был создан так называемый «Артфэктс Рейтинг», измеряющий выставочную деятельность художников и преобразовывавший ее в график. И именно это стало новаторским инструментом сравнения этого «нестабильного рынка».
За годы до мирового финансового кризиса арт-рынок только креп, а количество галерей по всему миру росло. Благодаря этому Артфэктс превратился в крупнейшую международную интернет-платформу в сфере искусства с 900000 посетителями в месяц.

### Укрепление позиций 2009—2015
В условиях финансового кризиса многие галереи были вынуждены закрыться или сократить свои расходы. Галереи как ранее главные клиенты фирмы отступили назад, что повлияло на Артфэктс не только финансово, но и отразилось на созданной базе данных о выставках и культурных институциях.
С введением в базу данных нового вида членства, как, например, для кураторов и коллекционеров, информационный охват событий в мире искусства сильно возрос. А с расширением международной группы редакторов компания смогла проверить собранную информацию.

### Перемены с 2016
Технологическое развитие интернета и популяризация смартфонов и других гаджетов привели к адаптации Артфэктс к современным стандартам. В настоящий момент посетители платформы могут это видеть в бета версии Артфэктс.

## Рейтинг Художника
Артфэктс коррелирует художников благодаря алгоритму, который предполагает, что каждая выставка имеет различный «вес» в мире искусства. Так, например, выставка в Музее современного искусства в Нью-Йорке будет оцениваться выше, чем выставка в местом союзе художников с небольшим количеством посетителей. К дополнению оценки выставочной деятельности, алгоритм также оценивает в баллах диапазон и качество культурных институций и их коллекций, Накопленные баллы отображаются в графическом виде, так что пользователь сайта может легко отслеживать и сравнивать шкалу развития художников.
Теоретические предпосылки такому подходу можно найти, например в культурно- социологическом исследовании Пьера Бурдье или книге Георга Франка «Экономика внимания» 1998 года. В мире искусства Рейтинг обсуждается довольно неоднозначно: например, деловой журнал «Капитал» один раз в год публикует рейтинг топ 100 художников, основанный на данных Артфэктс. Критически оценивается то, что труды современных молодых художников оцениваются выше классиков, таких, как Рембрандт или Ренуар.

## Команда редакции
В то время как многие базы данных создаются в интернете с помощью так называемой Webcrawler, база данных Артфэктс включает в себя вручную проверенную редакторами и введенную информацию об арт-рынке. Группа интернациональных редакторов работает с момента основания компании, перепроверяет всю найденную или полученную информацию, что и гарантирует ее достоверность. Именно благодаря этому, отрицательное влияние на рейтинг художника или культурной институции по средством социальных ботов невозможна. По данным на 2017 год, база данных Артфэктс включает в себя информацию более чем о 800 000 выставок, 20 000 галереях и более чем о 560 000 художниках из 192 стран мира.